# Halina Filipowicz
Halina Filipowicz (ur. 1947 w Moskwie) – wykładowczyni akademicka, badaczka i tłumaczka.

## Życiorys
W 1969 roku ukończyła studia na Uniwersytecie Warszawskim. W 1974 roku wyemigrowała na stałe do USA. W 1979 roku na University of Kansas (USA) obroniła z wyróżnieniem rozprawę doktorską – otrzymała nagrodę za najlepszą rozprawę doktorską z zakresu studiów wschodnioeuropejskich. Obecnie pracuje w Katedrze Germanistyki, Skandynawistyki i Slawistyki (wcześniej Katedra Języków i Literatur Słowiańskich) na stanowisku profesora na Uniwersytecie Wisconsin-Madison. Od 1982 roku kieruje sekcją polonistyczną w ww. jednostce.

## Zainteresowania naukowe i dydaktyka
Badaczka XIX i XX-wiecznego teatru i dramatu. Zajmuje się literaturą (szczególnie polską literaturą emigracyjną oraz problematyką polską-żydowską) i historią idei. Jej zainteresowania naukowe skupiają się wokół badań genderowych i dyskursu feministycznego w polskiej kulturze.
Na Uniwersytecie Wisconsin-Madison prowadzi zajęcia dydaktyczne o różnorodnej tematyce m.in.: zarys historii literatury polskiej (od XIV wieku do współczesności), zagadnienia genderowe, teatrologia, przedstawienie Holocaustu w polskiej literaturze, tematy tabu w polskiej literaturze i kulturze, kobiety w literaturze słowiańskiej, lektorat języka polskiego.
Wykładała na amerykańskich i polskich uniwersytetach, m.in. Uniwersytecie Browna, Uniwersytecie Chicagowskim, Uniwersytecie Columbia, Uniwersytecie Harvarda, Uniwersytecie Illinois w Chicago, Uniwersytecie Indiany, Uniwersytecie Kansas, University of Toronto, Uniwersytecie Warszawskim, Uniwersytecie Jagiellońskim.
Publikowała w renomowanych czasopismach zagranicznych, m.in.“Modern Drama”,”Shakespeare Quarterly”, „Slavic and East European Journal”, „Slavic Review”, „Theatre Journal”, a także polskich periodykach („Pamiętnik Teatralny”, „Teksty drugie”, „Postscriptum Polonistyczne”).
Obecnie pracuje nad dwoma projektami: książką Trespassing through Silences: The Holocaust, Cultural Memory, and Polish Drama, 1942-2013 oraz nad artykułem: “What Is Holocaust Drama? Roman Brandstaetter’s Plays Revisited.”
Jest członkinią stowarzyszeń związanych z nauczaniem języków: American Association of Teachers of Slavic and Eastern European Languages (AATSEEL) oraz Modern Language Association (MLA).

## Praca redakcyjna
Jest redaktor naczelną „The Polish Review” (czasopismo wydawane przez Polski Instytut Naukowy w Ameryce oraz Polską Akademię Umiejętności w Krakowie).  W wydawnictwie Academic Studies Press w Bostonie jest redaktorem naukowym serii „Polish Studies”. Członkini rad naukowych i redakcyjnych czasopism: „Studia Humanistyczne”, „Ruch Literacki”, „Transfer: Reception Studies”, "Polish Theatre Journal” oraz „Slavic and East European Journal”.

## Nagrody
Jest laureatką licznych nagród: Oswald Prentiss Backus III przyznawanej za najlepszą rozprawę doktorską z zakresu studiów wschodnioeuropejskich (1981); nagroda im. Barbary Heldt za najlepszy artykuł w dziedzinie women’s studies (2003), za artykuł: Othering the Kosciuszko Uprising: Women as Problem in Polish Insurgent Discourse), dwukrotna laureatka nagrody Honored Instructor Award, przyznawanej przez studentów University of Wisconsin-Madison, mieszkających w domach akademickich (2010, 2018).

## Wybrane publikacje

### Monografie
- Eugene O'Neill. Warszawa: Wiedza Powszechna, 1985.
- A Laboratory of Impure Forms: The Plays of Tadeusz Różewicz. New York: Greenwood Press, 1991.
- Laboratorium form nieczystych: Dramaturgia Tadeusza Różewicza. Tłum. Tomasz Kunz. Kraków: Wydawnictwo Literackie, 2000.
- The Great Tradition and Its Legacy: The Evolution of Dramatic and Musical Theater in Austria and Central Europe. Red. Michael Cherlin, Halina Filipowicz, Richard L. Rudolph. New York: Berghahn Books, 2003,
- Polonistyka po amerykańsku: Badania nad literaturą polską w Ameryce Północnej (1990-2005). Red. Halina Filipowicz, Andrzej Karcz, Tamara Trojanowska. Warszawa: Wydawnictwo Instytutu Badan Literackich Polskiej Akademii Nauk, 2005.
- Taking Liberties: Gender, Transgressive Patriotism, and Polish Drama, 1786-1989. Ateny: Ohio University Press, 2014.

### Rozdziały w książkach
- "From Solidarity to Arts Control." In Poland Under Jaruzelski: A Comprehensive Sourcebook on Poland during and after Martial Law. Leopold Łabędź. New York: Charles Scribner's Sons, 1983. 221-34.
- "Spatial Polarities in the Plays of Tadeusz Różewicz." In Themes in Drama: The Theatrical Space. Red. James Redmond. Cambridge: Cambridge University Press, 1987. 199-213.
- "The Puzzle of Tadeusz Różewicz's White Marriage." In Themes in Drama: Drama and Philosophy. Red. James Redmond. Cambridge: Cambridge University Press, 1990. 211-23.
- "'A Case of Stolen Goods': Quotation in the Plays of Tadeusz Różewicz." In Slavic Drama: The Question of Innovation. Red. Andrew Donskov and Richard Sokoloski. Ottawa: University of Ottawa, 1991. 69-83.
- "From Comedy to Melodrama: The Transposition of a Polish Theme." In Themes in Drama: Melodrama. Red. James Redmond. Cambridge: Cambridge University Press, 1992. 105-20.
- "Od Kartoteki do Klucza. Problem formy w dramatach Tadeusza Różewicza." In Zobaczyć poetę. Red. Ewa Guderian-Czaplinska and Elżbieta Kalemba-Kasprzak. Poznan: Wydawnictwo WiS, 1993. 33-50.
- "Tadeusza Różewicza trylogia postmodernistyczna." In Dramat i teatr po roku 1945. Red. Jacek Popiel. Wroclaw: Wiedza o Kulturze, 1994. 85-101.
- "Temat konspiracyjno-powstańczy we współczesnym dramatopisarstwie emigracyjnym." In Dramat i teatr polskiej emigracji 1939-1989. Izolda Kiec, Dobrochna Ratajczakowa, and Jacek Wachowski. Poznań: Acarus, 1994. 223-44.
- "Mit powstańczy w dramacie krajowym i emigracyjnym." In Powstanie Warszawskie w historiografii i literaturze 1944-1994. Red. Zygmunt Mankowski and Jerzy Święch. Lublin: Wydawnictwo Uniwersytetu Marii Curie-Sklodowskiej, 1996. 167-93.
- "The Daughters of Emilia Plater." In Engendering Slavic Literatures. Red. Pamela Chester and Sibelan Forrester. Bloomington: Indiana University Press, 1996. 34-58.
- "Where is Gurutowski?" In The Grotowski Sourcebook. Red. Lisa Wolford and Richard Schechner. London: Routledge, 1997. 402-6.
- “Teatr po Solidarności, dramat po Różewiczu." In Culture of the Time of Transformation: International Congress. Red. Janos Brendel and Stanisław Jakóbczyk. Poznań: Wydawnictwo WiS, 1998. 359-63.
- "Jews and Poles on the Barricades of Warsaw: Two Polish Plays on the Warsaw Ghetto Uprising." In The Phoney Peace: Power and Culture in Central Europe 1945-49. Red. Robert B. Pynsent. London: School of Slavonic and East European Studies, 2000. 58-70.
- “Where is Gurutowski?” In The Grotowski Sourcebook. Revised ed. Red. Lisa Wolford and Richard Schechner. London: Routledge, 2001. 404-8.
- “Beginning to Theorize ‘Polish Emigre Literature.’” In Between Lvov, New York, and Ulysses' Ithaca: Józef Wittlin – Poet, Essayist, Novelist. Red. Anna Frajlich. Torun: Nicholas Copernicus University; New York: Columbia University, 2001. 225-42.
- “Przeciw ‘literaturze kobiecej” In: Ciało i tekst: Feminizm w literaturoznawstwie; antologia szkiców. Red. Anna Nasiłowska. Warszawa: Wydawnictwo Instytutu Badań Literackich Polskiej Akademii Nauk, 2001. 222-34.
- “Theatrical Reality in the Plays of Tadeusz Różewicz.” In Contemporary Literary Criticism. Vol. 139. Red. Jeffrey W. Hunter and Justin Karr. Detroit: Gale, 2001. 227-33.
- “Tadeusz Rózewicz’s The Card Index: A New Beginning for Polish Drama.” In Contemporary Literary Criticism. Vol. 139. Red. Jeffrey W. Hunter and Justin Karr. Detroit: Gale, 2001. 244-51.
- "The Puzzle of Tadeusz Rózewicz's White Marriage." In Contemporary Literary Criticism. Vol. 139. Red. Jeffrey W. Hunter and Justin Karr. Detroit: Gale, 2001. 263-70.
- "Tadeusz Rózewicz's Postmodern Trilogy." In Contemporary Literary Criticism. Vol. 139. Red. Jeffrey W. Hunter and Justin Karr. Detroit: Gale, 2001. 275-85.
- "Othering the Kosciuszko Uprising: Women as Problem in Polish Insurgent Discourse." In Studies in Language, Literature, and Cultural Mythology in Poland: Investigating “The Other.” Red. Elwira M. Grossman. Lewiston: Edwin Mellen Press, 2002. 55-83.
- "Home as Desire: The Popular Pleasures of Gender in Polish Emigre Drama." In Framing the Polish Home: Postwar Cultural Constructions of Hearth, Nation, and Self. Red. Bożena Shallcross. Athens: Ohio University Press, 2002. 277-300.
- “Rethinking Drama and Theater in Austria and Central Europe.” In The Great Tradition and Its Legacy: The Evolution of Dramatic and Musical Theater in Austria and Central Europe. Red. Michael Cherlin, Halina Filipowicz, and Richard L. Rudolph. New York: Berghahn Books, 2003. 3-16.
- "Taming a Transgressive National Hero: Tadeusz Kościuszko and Nineteenth-Century Polish Drama." In The Great Tradition and Its Legacy: The Evolution of Dramatic and Musical Theater in Austria and Central Europe. Red. Michael Cherlin, Halina Filipowicz, and Richard L. Rudolph. New York: Berghahn Books, 2003. 33-51.
- “Docheri Emilii Plater.” Tłum. P. Legenchenko. In Zhenshchiny na kraju Evropy. Red. Elena Gapova. Minsk: European Humanities University Press, 2003. 334-50.
- "Shifting a Cultural Paradigm: Between the Mystique and the Marketing of Polish Theatre." In Over the Wall/After the Fall: Post-Communist Cultures through an East-West Gaze. Red. Sibelan Forrester, Magdalena J. Zaborowska, and Elena Gapova. Bloomington: Indiana University Press, 2004. 164-80.
- “The Wound of History: Gender Studies and Polish Particulars.” In Poles Apart: Women in Modern Polish Culture. Red. Helena Goscilo and Beth Holmgren. Bloomington: Slavica, 2006. 147-67.
- Co-author, with Andrzej Karcz and Tamara Trojanowska. Introduction to Polonistyka po amerykańsku: Badania nad literaturą polską w Ameryce Północnej (1990-2005). Red. Halina Filipowicz, Andrzej Karcz, and Tamara Trojanowska. Warszawa: Wydawnictwo Instytutu Badan Literackich Polskiej Akademii Nauk, 2005. 7-18.
- "Tekst – performer: Dramaturgia Zbigniewa Herberta a problem performatywności." In Polonistyka po amerykańsku: Badania nad literaturą polską w Ameryce Północnej (1990-2005). Red. Halina Filipowicz, Andrzej Karcz, and Tamara Trojanowska. Warszawa: Wydawnictwo Instytutu Badan Literackich Polskiej Akademii Nauk, 2005. 157-82.
- “Dov’e ‘Gurutowski’?” Tłum. Simona Ferro. In Essere un uomo totale: Autori polacchi su Grotowski. L’ultimo decennio. Red. Janusz Degler, Grzegorz Ziolkowski, Marina Fabbri, and Renata Molinari. Pisa: Titivillus Edizioni; Wroclaw: Osrodek Badan Twórczosci Jerzego Grotowskiego i Poszukiwan Teatralno-Kulturowych, 2005. 141-47.
- “Gombrowicz.” In Gombrowicz emigrantów: Na podstawie ankiety Michala Chmielowca w londyńskich “Wiadomosciach.” Red. Miroslaw A. Supruniuk. Torun: Uniwersytet Mikolaja Kopernika, 2006. 107-10.
- "Tekst – performer: Dramaturgia Zbigniewa Herberta a problem performatywnosci." In: Niepewna jasnosc tekstu: Szkice o twórczosci Zbigniewa Herberta 1998-2008. Red. Józef Maria Ruszar. Kraków: Platan, 2009. 387-419.
- “Pulapki, paradoksy i wyzwania gender studies.” In Polonistyka bez granic. Red. Ryszard Nycz, Wladyslaw Miodunka, and Tomasz Kunz. 2 vols. Kraków: Universitas, 2010. 1:55-62.
- “What’s Love Got to Do with It? Adam Mickiewicz’s Forefathers’ Eve, Part 4 and the Art of Transgressing the Private/Public Divide.”  In New Perspectives on Polish Culture: Personal Encounters, Public Affairs. Red. Tamara Trojanowska et al. New York: PIASA Books, 2012. 13-31.
- “Performing Bodies, Performing Mickiewicz.” In Poetry Criticism: Adam Mickiewicz. Red. Lawrence J. Trudeau. Detroit: Gale, 2018. 231-41.
- “Border States and Boundary Crossings (Tadeusz Rózewicz).” In Being Poland: A New History of Polish Literature and Culture since 1918. Red. Tamara Trojanowska, Joanna Niżynska, and Przemyslaw Czaplinski, with the assistance of Agnieszka Polakowska. Toronto: University of Toronto Press, 2018. 570-73.
- “Is Simply Saying ‘We’ Enough? Feminism, Transgression, and the Challenge of the Transnational Turn.”  In The Wheels of Change: Feminist Transgression in Polish Culture and Society.  Red. Jolanta Wróbel Best. Warsaw: Wydawnictwo Uniwersytetu Warszawskiego.

### Artykuły w czasopismach naukowych
- "Fatalizm, determinizm a wolna wola w sztukach Eugene O'Neilla [Fatalism, Determinism, and Free Will in the Plays of Eugene O'Neill]." Kwartalnik Neofilologiczny 17 (1970): 325-31.
- "The Idea of Fatality in Eugene O'Neill's Plays." Anglica Wratislaviensia 2 (1972): 51-61.
- "Dream and Death in Gerhart Hauptmann's Vor Sonnenaufgang and Eugene O'Neill's Beyond the Horizon." Anglica Wratislaviensia 4 (1974): 69-83.
- Co-author, with Robert Findlay. "The 'Other' Theatre of Wroclaw: Henryk Tomaszewski and the Pantomima." Theatre Journal 27, no. 4 (December 1975): 453-565.
- "The Polish Theatre: Ethics vs. Aesthetics." Canadian Theatre Review 32 (Fall 1981): 12-20.
- Co-author, with Gary Mead. "Tomaszewski's Pantomime Theatre: A Hamlet Without Words." Theatre Quarterly 10, no. 40 (Autumn – Winter 1981): 16-28.
- "From Solidarity to Arts Control." Survey: A Journal of East and West Studies 26 (Autumn 1982): 13-26.
- "Theatrical Reality in the Plays of Tadeusz Rózewicz." Slavic and East European Journal 26, no. 4 (Winter 1982): 447-59.
- "Expedition into Culture: The Gardzienice (Poland)." TDR: A Journal of Performance Studies 27, no. 1 (1983): 54-71.
- “The Theatre of Tadeusz Rózewicz.” Carl Beck Papers in Russian and East European Studies. Pittsburgh: Center for Russian and East European Studies, University of Pittsburgh, 1983.
- "Tadeusz Rózewicz's The Card Index: A New Beginning for Polish Drama." Modern Drama 27, no. 3 (September 1984): 395-408.
- Co-author, with Robert Findlay. "Grotowski's Laboratory Theatre: Dissolution and Diaspora." TDR: A Journal of Performance Studies 30, no. 3 (1986): 201-25.
- "Gardzienice: A Polish Expedition to Baltimore." TDR: A Journal of Performance Studies 31, no. 1 (1987): 137-63.
- "Polish Theatre: 'Message Over the Medium.'" TDR: A Journal of Performance Studies 31, no. 2 (1987): 26-28.
- "Fission and Fusion: Polish Emigre Literature." Slavic and East European Journal 33, no. 2 (Summer 1989): 157-72.
- "Solidarity with Solidarity: Six Polish Plays." Modern Drama 33, no. 1 (March 1990): 106-19.
- Where is Gurutowski?" TDR: A Journal of Performance Studies 35, no. 1 (1991): 181-86.
- "Tadeusz Rózewicz's Postmodern Trilogy."  The Polish Review 36, no. 1 (1991): 83-102.
- "Polish Theatre after Solidarity: A Challenging Test." TDR: A Journal of Performance Studies 36, no. 1 (1992): 70-89.
- "Polonistyka za granica." Teksty Drugie, no. 1/2 (1992): 118-21.
- "Przeciw 'literaturze kobiecej.'" Teksty Drugie, no. 4/5/6 (1993): 245-58.
- "Biale malzenstwo i Wierna rzeka (rekonesans feministyczny)." Teksty Drugie, no. 3/4 (1995): 248-56.
- "Demythologizing Polish Theatre." TDR: A Journal of Performance Studies 39, no. 1 (1995): 122-28.
- "Sacrum in Polish Literature: A Poetics of Presence and Absence." Sacrum in Polish Literature. Red. Halina Filipowicz. Special issue of Renascence: Essays on Values in Literature 47, no. 3/4 (Spring/Summer 1995): 141-50.
- "Textualizing Trauma: From Valesa to Kosciuszko in Polish Theatre of the 1980s." Eastern-European Transitions. Red. John Rouse. Special issue of Theatre Journal 48, no. 4 (December 1996): 443-60.
- "'Polska literatura emigracyjna'- próba teorii." Tłum. Krzysztof Korzyk. Teksty Drugie, no. 3/4 (1998): 43-62.
- "Hera's Glass Eyes: A Counterreading of Zbigniew Herbert's Plays." The Other Herbert. Red. Bozena Shallcross. Special issue of Indiana Slavic Studies 9 (1998): 9-27.
- "Performing Bodies, Performing Mickiewicz: Drama as Problem in Performance Studies." Slavic and East European Journal 43, no. 1 (Spring 1999): 1-18.
- "Szklane oczy Hery: Reinterpretacja sztuk Zbigniewa Herberta." Tłum. Tomasz Kunz. Teksty Drugie, no. 3 (2000): 28-46.
- "Mickiewicz – Performer: Dramat jako problem w studiach performatywnych." Tłum. Grzegorz Ziólkowski. Jerzy Grotowski 1933-1999. Special issue of Pamietnik Teatralny 49, no. 1/4 (2000): 347-69.
- "Mickiewicz: 'East' and 'West.'" Slavic and East European Journal 45, no. 4 (Winter 2001): 606-23.
- Taboo Topics in Polish and Polish/Jewish Cultural Studies." The Journal of the International Institute [University of Michigan] 9, no. 1 (Fall 2001): 4-5, 25.
- http://www.umich.edu/~iinet/journal/vol9no1/halina.html
- “Kultura wieloglosowa i krajowa spódnica.” Poznanskie Studia Polonistyczne, no. 9 (2002): 29-32.
- “Gender in Polish Drama, Or, What’s a Good Polish Woman like Queen Wanda Doing in Plays like These?” The Other in Polish Theatre and Drama. Red. Kathleen Cioffi and Bill Johnston. Special issue of Indiana Slavic Studies 14 (2003): 93-125.
- "Gardzienice: A Polish Expedition to Baltimore." Published on a CD included with Hidden Territories: The Theatre of Gardzienice, by Wlodzimierz Staniewski, with Alison Hodge. London: Routledge, 2004.
- “Is There a World Beyond Krasicki and Gombrowicz?” The Polish Review 49, no. 2 (2004): 839-46.
- “What Good Are Polish Literary Studies in the United States?” Slavic and East European Journal 50, no. 1 (Spring 2006): 117-34.
- Co-author, with Andrzej Karcz and Tamara Trojanowska. “Polonistyka po amerykansku – perspektywy i potrzeby.” Nauka no. 4 (December 2006): 97-100. [Nauka is a scholarly journal published by the Polish Academy of Arts and Sciences in Warsaw.]
- “O mozliwych pozytkach ze studiowania polonistyki w Stanach Zjednoczonych.” Tłum. Tomasz Kunz. Wieloglos: Pismo Wydzialu Polonistyki Uniwersytetu Jagiellonskiego no. 4 (2008): 25-44.
- “Pulapki, paradoksy i wyzwania gender studies.” Ruch Literacki 50, no. 2 (March – April 2009): 101-8. [Ruch Literacki is a scholarly journal published by the Polish Academy of Arts and Sciences in Kraków.]
- “School for Patriots? The Foundational Dramas of the American and Polish Revolutions Revisit Red.” Canadian Slavonic Papers / Revue canadienne des slavistes 52, no. 1/2 (March/June 2010): 19-45.
- “Re-Envisioning Solidarity: History, Agency, and the Politics of Performance.” Theatre and Performance in Russia and Eastern Europe: Today and Yesterday. Red. Catherine A. Schuler. Special issue of Theatre Journal 62, no. 3 (October 2010): 333-47.
- Co-author, with Robert Findlay. “El Teatro Laboratorio de Grotowski: disolución y diaspora.”  Tłum. Raul Bravo Aduna. Cuadrivio (April 2012).  Web.
- http://cuadrivio.net/2012/04/el-teatro-laboratorio-de-grotowski-disolucion-y-diaspora/
- “‘Am I That Name?’ Feminism, Feminist Criticism, and Gender Studies.” The Polish Review 59, no. 1 (2014): 3-15.
- “Rediscovering Zofia Nałkowska.” The Polish Review 61, no. 4 (2016): 67-74.
- “Thirty-Nine Divided by Forty-Five: Rereading Herminia Naglerowa.” The Polish Review 64, no. 1 (2019): 72-78.
- “Rough Notations? The Puzzle of Janusz Korczak’s Ghetto Journal.” The Polish Review 66, no. 1 (2021): 83-100.
- “Trespassing through Silences: Andrzej Bobkowski’s Black Sand Reconsidered.” The Polish Review (2022).

Wybrane tłumaczenia
- Hera, Janina. "The Theatre of Dreams and the Imagination." Tłum. Halina Filipowicz and Robert Findlay.  Mime, Mask and Marionette 1 (Summer 1978): 87-94.
- Dernalowicz, Maria. Adam Mickiewicz. Tłum. Halina Filipowicz. Warszawa: Interpress, 1981.
- Osinski, Zbigniew. “Grotowski Blazes the Trails: From Objective Drama to Ritual Arts.” Tłum. Ann Herron and Halina Filipowicz. Red. Halina Filipowicz. TDR: A Journal of Performance Studies 35, no. 1 (Spring 1991): 95-112.
- Osinski, Zbigniew. “Grotowski Blazes the Trails: From Objective Drama to Art as Vehicle.” Tłum. Halina Filipowicz and Ann Herron. Red. Halina Filipowicz. The Grotowski Sourcebook. Red. Lisa Wolford and Richard Schechner. London: Routledge, 1997. 383-98.
- Osinski, Zbigniew. “Grotowski Blazes the Trails: From Objective Drama to Art as Vehicle.” Tłum. Halina Filipowicz and Ann Herron. Red. Halina Filipowicz. The Grotowski Sourcebook. Red. Lisa Wolford and Richard Schechner. London: Routledge, 2001. 385-400.